# KÍ Klaksvík
KI Klasvik nogometni je klub s Farskih otoka.
Osnovani su 1904. i do sada su osvojili 16 prvenstava Farskih otoka. Najveći uspjeh im je plasman u kvalifikacije za Ligu prvaka 1992. kada su ispali od Skonta iz Rige s ukupno visokih 6:1. Još su u pretkolima Lige prvaka nastupali 2000. kada su poraženi od Crvene zvezde rezultatom 5:0. Domaće utakmice igraju na Injector Arena koja prima 3000 gledatelja. 

## Poznati bivši igrači
- Todi Jónsson

## Naslovi

### Domaći
- Nogometna liga Farskih otoka

- Prvak (21): 1942., 1952., 1953., 1954., 1956., 1957., 1958., 1961., 1966., 1967., 1968., 1969., 1970., 1972., 1991., 1999., 2019., 2021., 2022., 2023

- Nogometni kup Farskih otoka

- Prvak (6): 1966., 1967., 1990., 1994., 1999., 2016.
- Doprvak (7): 1955., 1957., 1973., 1979., 1992., 1998., 2001.

## Vanjske poveznice
- Službena stranica  Arhivirana inačica izvorne stranice od 11. ožujka 2007. (Wayback Machine)